# Ácido 2-hidroxinaftaleno-1-sulfônico
Ácido 2-hidroxinaftaleno-1-sulfônico, ácido 2-hidroxi-1-naftalenessulfônico ou ácido 2-naftol-1-sulfônico, é o composto orgânico, também conhecido como "ácido de Baum", um ácido sulfônico do 2-naftol, de fórmula C10H8O4S e massa molecular 224,23. É um composto instável, que se rearranja em temperaturas mais baixas a ácido croceínico, o ácido 7-hidroxinaftaleno-1-sulfônico.
É um intermediário na formação do "ácido de Schäffer", ácido 2-hidroxinaftaleno-6-sulfônico.